# Tioughza
Tioughza  (in arabo تيوغزة‎?) è un centro abitato e comune rurale del Marocco situato nella provincia di Sidi Ifni, regione di Guelmim-Oued Noun. Conta una popolazione di 10 577 abitanti (censimento 2014).